# فرودگاه محلی طریف
فرودگاه محلی طریف  (به انگلیسی: Turaif Domestic Airport)  یک فرودگاه همگانی  با کد یاتا TUI است که یک باند فرود آسفالت دارد و طول باند آن ۳۰۰۰ متر است. این فرودگاه در شهر طریف کشور عربستان سعودی قرار دارد و در ارتفاع ۱۴۷۸ متری از سطح دریا واقع شده است.